# ハインリヒ9世・ロイス・ツー・ケストリッツ (1827-1898)
ハインリヒ9世・ロイス・ツー・ケストリッツ（Heinrich IX. Prinz Reuß zu Köstritz, 1827年3月3日 ノイホーフ - 1898年9月1日 ノイホーフ）は、ドイツの貴族・行政官・軍人。
ロイス＝ケストリッツ侯子ハインリヒ74世とその最初の妻の伯爵令嬢クレメンティーネ・フォン・ライヒェンバッハ＝ゴシュッツ（1805年 - 1849年）の間の第2子、長男。ニエスキーの中等教育学校で学び、ボン大学に進んだ。1849年ボルシア・ボン友愛会の会員となる。イェンケンドルフ及びノイホーフの領主であり、1874年から1894年までヒルシュベルク・イム・リーゼンゲビルゲ郡の郡長を務めた。プロイセン陸軍士官でもあり、シュレースヴィヒ＝ホルシュタイン蜂起、ドイツ＝デンマーク戦争、ドイツ戦争、ドイツ＝フランス戦争に従軍し、最終的に（名誉的な）陸軍少将に至った。1879年から1882年までリーグニッツ7区（ヒルシュベルク、シェーナウ）選出のプロイセン衆議院議員を務めた。保守党に所属した。またシュレージエン州議会議員でもあった。
1852年5月12日、ツュルツェンドルフ（Zülzendorf）で男爵令嬢アンナ・フォン・ツェトリッツ・ウント・ライペ（1829年 - 1907年）と結婚し、7人の子をもうけた。
- ハインリヒ21世（1853年 - 1856年）
- ハインリヒ22世（1854年 - 1858年）
- ハインリヒ23世（1855年 - 1886年）
- ハインリヒ26世（1857年 - 1913年） - 1885年伯爵令嬢ヴィクトリア・フォン・フュルステンシュタインと結婚
- マリー・クレメンティーネ・イェニー・アンナ（1860年 - 1914年） - 1883年ハインリヒ・フォン・ヴィッツレーベン（ドイツ語版）伯爵と結婚
- ハインリヒ29世（1862年 - 1892年）
- ハインリヒ30世（1864年 - 1939年） - 1898年ザクセン＝マイニンゲン公女フェオドラと結婚

四男ハインリヒ26世は相続を辞退し、子孫は1887年プラウエン伯爵（Graf/Gräfin von Plauen）と改姓し、序数のナンバリングから外れた。しかし最年長の男子ハインリヒ・ハリー（1890年 - 1951年）は1927年叔父ハインリヒ30世の養子となり、ロイス侯子の姓に復帰している。彼の孫ハインリヒ・ルッツォ（1950年 - 1999年）はアンニ＝フリッド・リングスタッドの夫となった。
末息子ハインリヒ30世が所領を継ぎ、ノイホーフ城最後の城主となった。

## 引用
1. ↑  Kösener Korpslisten 1910, 19, 274